# Charles Lane (acteur, 1869-1945)
Pour les articles homonymes, voir Lane et Charles Lane.
Ne doit pas être confondu avec l'acteur également américain Charles Lane (1905-2007).
Charles Lane est un acteur et metteur en scène américain, de son nom complet Charles Willis Lane, né le 25 janvier 1869 à Madison (Illinois), mort le 17 octobre 1945 à Los Angeles — Quartier de Van Nuys (Californie).

## Biographie
Charles Lane commence sa carrière d'acteur au théâtre et joue à Broadway (New York) dans quinze pièces, entre 1899 et 1917. Toujours à Broadway, en 1904, il met en scène La Nuit des rois de William Shakespeare. Mentionnons également The Royal Mounted, pièce des frères William C. de Mille et Cecil B. DeMille, mise en scène par ce dernier et avec Clara Blandick, représentée en 1908. Autres futurs réalisateurs, John S. Robertson, Edgar Selwyn et Wallace Worsley figurent au nombre de ses partenaires sur les planches new-yorkaises.
Au cinéma, il apparaît entre 1914 et 1929 (après quoi il se retire), principalement donc durant la période du muet. Sur ses trente-sept films américains, seuls les trois derniers (tous sortis en 1929) sont parlants, dont The Canary Murder Case de Malcolm St. Clair et Frank Tuttle (avec William Powell, Louise Brooks et Jean Arthur).
Parmi ses autres films notables, citons Docteur Jekyll et M. Hyde de John S. Robertson (son quatrième film, 1920, avec John Barrymore dans le rôle-titre), Romola d'Henry King (1924, avec Lillian et Dorothy Gish) et Faiblesse humaine de Raoul Walsh (son dernier film muet, 1928, avec Gloria Swanson et Lionel Barrymore).

## Théâtre (à Broadway)
(comme acteur, sauf mention contraire)
- 1899 : The Gadfly d'Edward E. Rose
- 1903 : Captain Dieppe d'Anthony Hope et Harrison Rhodes, avec Alison Skipworth
- 1904 : La Nuit des rois, ou Ce que vous voudrez (Twelfth Night, or What you will) de William Shakespeare (comme metteur en scène)
- 1904-1905 : Mrs. Black is back de George V. Hobart (le premier film de Charles Lane en 1914 est l'adaptation de cette pièce, sous le même titre)
- 1906 : Chez les heureux du monde (The House of Mirth) de Clyde Fitch et Edith Wharton, adaptation du roman éponyme de cette dernière, avec Lumsden Hare, Grant Mitchell
- 1906-1907 : Matilda d'I. N. Morris
- 1907 : The Mills of the Gods de George Broadhurst (en), avec Edgar Selwyn
- 1907 : The Ranger d'Augustus Thomas, avec Mary Boland, Dustin Farnum
- 1908 : The Royal Mounted de Cecil B. DeMille et William C. de Mille, mise en scène de Cecil B. DeMille et Cyril Scott, avec Clara Blandick
- 1909-1910 : The Commanding Officer de Theodore Burt Sayre
- 1910 : Bobby Burnit de Wynchell Smith, avec John S. Robertson
- 1912 : Making Good d'Owen Davis
- 1914 : Don't Weaken de Walter Hackett, avec Wallace Worsley
- 1914-1915 : The Law of the Land de George Broadhurst (en), avec Milton Sills
- 1916 : The Cinderella Man d'Edward Childs Carpenter, avec Burton Churchill
- 1917 : A Successful Calamity de Clare Kummer, avec Katherine Alexander, Roland Young

## Filmographie partielle
- 1920 : Docteur Jekyll et M. Hyde (Doctor Jekyll and Mr. Hyde) de John S. Robertson
- 1920 : The Branded Woman d'Albert Parker
- 1920 : Away Goes Prudence de John S. Robertson
- 1920 : Guilty of Love de Harley Knoles
- 1920 : Les Incomprises (The Restless Sex) de Robert Z. Leonard
- 1921 : Without Limit de George D. Baker
- 1921 : If Women Only Knew d'Edward H. Griffith
- 1921 : Love's Penalty de John Gilbert
- 1922 : La Rose de Broadway (Broadway Rose) de Robert Z. Leonard
- 1922 : How Women Love de Kenneth S. Webb
- 1922 : Fascination de Robert Z. Leonard
- 1923 : La Sœur blanche ou Dans les laves du Vésuve (The White Sister) de Henry King
- 1924 : Second Youth d'Albert Parker
- 1924 : Romola de Henry King
- 1925 : I Want My Man de Lambert Hillyer
- 1925 : The Dark Angel de George Fitzmaurice
- 1925 : The Marriage Whirl d'Alfred Santell
- 1926 : The Blind Goddess de Victor Fleming
- 1926 : Les Briseurs de joie (Padlocked) d'Allan Dwan
- 1926 : Le Prince Gipsy (The Outsider), de Rowland V. Lee
- 1926 : The Mystery Club de Herbert Blaché
- 1926 : La Conquête de Barbara Worth (The Winning of Barbara Worth) de Henry King
- 1926 : Marriage License? de Frank Borzage
- 1927 : Monsieur Albert (Service for Ladies) de Harry d'Abbadie d'Arrast
- 1927 : Barbed Wire de Rowland V. Lee et Mauritz Stiller
- 1927 : Married Alive d'Emmett J. Flynn
- 1927 : The Music Master (en) d'Allan Dwan
- 1927 : The Whirlwind of Youth de Rowland V. Lee
- 1928 : Faiblesse humaine (Sadie Thompson) de Raoul Walsh
- 1929 : Le Meurtre du canari (The Canary Murder Case) de Malcolm St. Clair et Frank Tuttle
- 1929 : Saturday's Children de Gregory La Cava
- 1929 : Broadway Scandals de George Archainbaud